# Vidingsjö

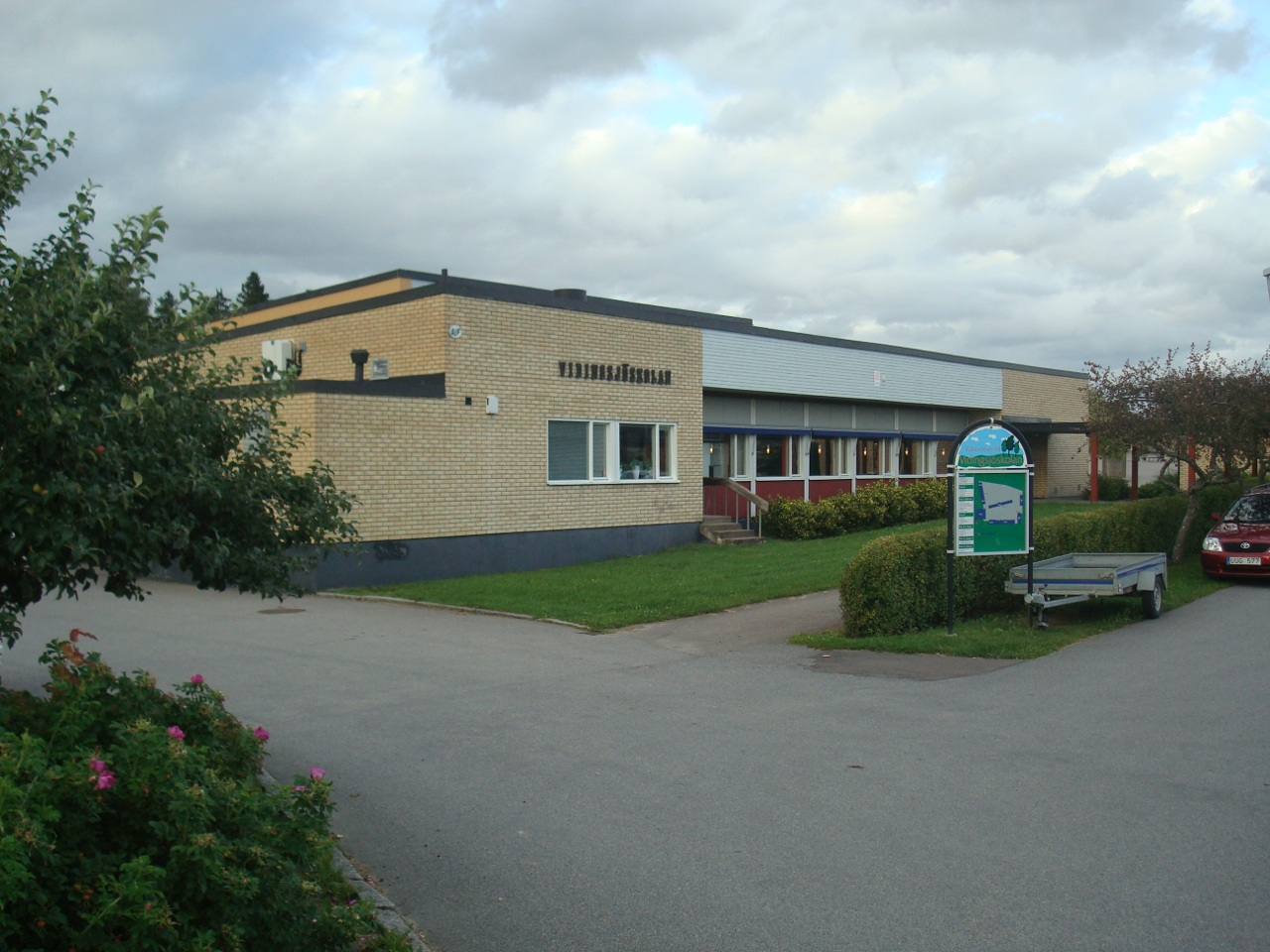
Vidingsjöskolan.

Vidingsjö är en stadsdel i södra Linköping med en befolkning av 6000 personer (2018). Vidingsjö gränsar till stadsdelarna Ekholmen i öster och Berga i norr. Tinnerbäcken rinner genom stadsdelen.
Bebyggelsen består till största delen av småhus uppförda under 60-, 70- och 80-talen. Här finns ett motionscentrum med en slinga genom Vidingsjöskogen och en mataffär. Området är uppfört kring en numera försvunnen medeltida by med samma namn.
Artisterna Lars Winnerbäck och Anders Johansson är båda uppväxta i området.

## Namnet
Namnet omnämns första gången 1319 i Svenskt Diplomatarium 3:390 som vidhinxrø och vidingsöö, efterledet syftar troligen på -rö, ett uppröjt skogsområde. Namnet är sannolikt äldre än medeltid.

## Vidingsjöskolan
Vidingsjöskolan är en grundskola med klasser från förskola till årskurs 6. På skolan finns fyra fritidshem och ett öppet fritidshem. Det finns också en kommunövergripande aspergerklass med namn AstKlassen.